# Егоров, Андрей Геннадьевич
Андре́й Генна́дьевич Его́ров (бел. Андрэ́й Гена́дзевіч Яго́раў, англ. Andrei Yahorau; род. 4 апреля 1979 года, Гродно, Белорусская ССР) — белорусский политолог и методолог, общественный деятель. Директор Центра европейской трансформации (Минск), глава Рады Международного консорциума «ЕвроБеларусь», член Совета Экологического товарищества «Зелёная сеть». В 2013—2015 годах являлся национальным координатором Форума гражданского общества Восточного партнёрства (ФГО ВП) по Беларуси, в 2014—2015 годах — сопредседателем Руководящего комитета ФГО ВП.

## Биография
Родился в Гродно, вырос в Микашевичах (Брестская обл.).

### Учёба
В 1996 году окончил среднюю школу с золотой медалью.
В 1997—2002 годах учился на отделении политологии юридического факультета Белорусского государственного университета (БГУ) по специальности «Юрист-политолог», получил диплом бакалавра по политологии.
В 1999—2002 годах, параллельно учёбе в БГУ, проходил обучение в «Белорусском коллегиуме» по специальности «Журналист».
В 2002—2003 годах учился в магистратуре юридического факультета БГУ, успешно защитил диссертацию на соискание учёной степени магистра политических наук. В 2003—2005 годах учился в аспирантуре того же факультета.

### Профессиональная деятельность
В области политических исследований работает с 2001 года.
Сфера деятельности: политическая аналитика и политические исследования (трансформация постсоветского пространства, гражданское общество, политические трансформации в Беларуси и регионе Восточного партнёрства, европейские исследования).
Является автором и соавтором разработок и стратегических предложений по развитию Форума гражданского общества Восточного партнёрства, стратегии действий демократических сил Беларуси с целью достижения ими реального участия в управлении государством, инициативы ЕС «Европейский диалог по модернизации с белорусским обществом», а также публикаций по темам социально-политического развития Беларуси, белорусско-европейских отношений, Восточного партнёрства, гражданского общества и др.
В марте 2010 года основал и возглавил Центр европейской трансформации — аналитический центр (англ. think tank), входящий в структуру Международного консорциума «ЕвроБеларусь».
Является одним из основателей специализированного журнала по политическим наукам в Беларуси «Палітычная сфера» (Минск, ISSN 1819-3625), занимал должность заместителя главного редактора, входит в состав Редакционного совета журнала.
До конца 2009 года был штатным преподавателем департамента политических наук Европейского гуманитарного университета (Вильнюс), принял участие в забастовке преподавателей департамента, протестовавших против нарушения руководством университета академических свобод.

### Участие в методологическом движении
В 2000—2002 годах посещал семинары философа и методолога В. В. Мацкевича.
В начале 2005 года прошел игротехническую подготовку и в качестве игротехника принял участие в организационно-деятельностной игре (ОДИ) «Разработка победной стратегии для Беларуси: сценирование, проектирование и программирование» (март 2005 года, Киев), руководство которой осуществлял В. В. Мацкевич.
Начиная с 2005 года, входит во второй состав участников Агентства гуманитарных технологий (АГТ, Минск), становится экспертом и руководителем аналитической группы АГТ, является постоянным участником Минского методологического семинара и оргдеятельностных игр, проводимых АГТ.
Являлся руководителем ОД-игр: «Гражданское образование: продолжение или начало» (март 2007 года, Гёттинген, Германия) и «Летучий университет в Беларуси: управление развитием» (январь 2012 года, Гёттинген, Германия).
Основываясь на опыте участия, организации и проведения ОДИ, в соавторстве с Т. В. Водолажской, написал книгу «Организационно-деятельностные игры. Популярное введение» (Мн., 2008. — ISBN 978-987-6800-75-0).
Входит в состав Коллегиума Летучего университета.
В рамках Летучего университета читает авторские курсы: «Технологии управления будущим: развитие, проектирование, программирование» (2011—2013), «Теория деятельности: развитие, проектирование, программирование» (2013—2014), а также в 2011—2012 годах руководил Школой игротехников; принимает участие в работе Методологической школы магистров игры.

### Общественно-политическая и международная деятельность
В студенческие годы был участником белорусской спортивно-патриотической организации «Белый легион», занимался оказанием правовой помощи в качестве юриста Правозащитного центра «Весна».
В 2000—2003 годах участвовал в деятельности молодёжного движения «Зубр».
В 2006 году оказывал содействие проведению акции «Пост-голодовка» по защите здания Церкви христиан полного Евангелия «Новая жизнь» (Минск), был членом гражданского совета по защите церкви.
С момента объявления инициативы «ЕС Восточное партнёрство» принимает активное участие в деятельности Форума гражданского общества (ФГО ВП) на национальном и международном уровнях:
- Является автором и соавтором стратегических предложений по институционализации и развитию Форума гражданского общества Восточного партнёрства[10][11][12][13];
- С октября 2011 года по июнь 2012 года был членом Временного управляющего комитета Белорусской национальной платформы ФГО ВП[Прим. 5][35][36];
- С июня 2013 года по ноябрь 2015 года входил в состав постоянно действующего Координационного комитета Белорусской национальной платформы ФГО ВП: вначале — как член[37], после — как председатель Координационного комитета[2][38] и национальный координатор ФГО ВП по Беларуси[39][40];
- В октябре 2013 года во время пятой ежегодной встречи Форума гражданского общества в Кишинёве (4—5 октября 2013 года) был избран членами белорусской делегации национальным координатором ФГО ВП по Беларуси (сроком в один год) и в этом статусе вошёл в состав Руководящего комитета ФГО ВП[39];
- С июня 2014 года по июнь 2015 года одновременно занимал выборную должность председателя Координационного комитета Белорусской национальной платформы ФГО ВП[38][41][42];
- В ноябре 2014 года во время шестой встречи Форума гражданского общества в Батуми (21—22 ноября 2014 года) был повторно избран национальным координатором ФГО ВП по Беларуси[40] и вновь, по статусу, вошёл в состав Руководящего комитета ФГО ВП;
- В ноябре 2014 года в рамках Руководящего комитета ФГО ВП был избран сопредседателем Форума (как представитель стран Восточного партнёрства; от стран-членов ЕС сопредседателем был избран Кшиштоф Бобинский[пол.])[5], являлся им до ноября 2015 года;
- Представлял Форум гражданского общества на Рижском саммите Восточного партнёрства (21—22 мая 2015 года) в рамках Конференции гражданского общества[43] и во время пятого раунда неформального министерского диалога Восточного партнёрства в Минске (29 июня 2015 года)[44][45][46].
- Во время пребывания А. Г. Егорова в составе Руководящего комитета ФГО ВП и председательства в нём была принята новая стратегия развития Форума гражданского общества и произведена его реформа[47].

В рамках реализации первой фазы инициативы ЕС «Европейский диалог по модернизации с белорусским обществом» (ЕДМ) являлся координатором 1-й экспертной группы; после перевода ЕДМ в формат проекта «Рефорум» в июле 2014 года вошел в состав Совета проекта в качестве представителя координаторов первой фазы ЕДМ.
Является участником Специальной комиссии (Ad Hoc Commission), действующей на базе Белорусской национальной платформы ФГО ВП и осуществляющей контроль за имплементацией «Дорожной карты по проведению Беларусью реформы системы высшего образования» в рамках присоединения Республики Беларусь к Болонскому процессу.
С начала 2016 года — член Совета Экологического товарищества «Зелёная сеть».
13 июня 2016 года в ходе общего собрания Международного консорциума «ЕвроБеларусь» был избран в состав Рады консорциума, а также её новым главой, сменив на этом посту В. В. Мацкевича.
13 марта 2023 года избран спикером обновлённого Координационного совета.

## Семья
Женат, имеет сына.

## Комментарии
1. 1 2 3  Центр европейской трансформации (ЦЕТ) — белорусский независимый аналитический центр (англ. think tank), основанный в марте 2010 года. ЦЕТ входит в структуру Международного консорциума «ЕвроБеларусь»[бел.]. См. подробнее: http://cet.eurobelarus.info/ru/about/ Архивная копия от 14 мая 2015 на Wayback Machine.
2. 1 2  Европейский диалог по модернизации с белорусским обществом (ЕДМ) — инициатива ЕС, объявленная еврокомиссаром по вопросам расширения и политике соседства Штефаном Фюле 29 марта 2012 года, предложенная в качестве нового формата отношений между ЕС и Беларусью в дополнение к существующим инструментам. ЕДМ задумывался как платформа для обмена взглядами и идеями между ЕС и представителями белорусского гражданского общества и политической оппозиции по вопросам реформ, необходимых для модернизации Беларуси, с возможностью включения в диалог белорусских властей. См. подробнее: Прадстаўніцтва ЕС у Рэспубліцы Беларусь: «Еўрапейскі дыялог па мадэрнізацыі» з беларускім грамадствам Архивная копия от 17 июля 2015 на Wayback Machine.
3. ↑  Агентство гуманитарных технологий (АГТ) — неформальный философско-методологический кружок, объединяющий коллег и учеников В. В. Мацкевича, в рамках которого ведется совместная работа по развитию концептуальных и методологических идей программы культурной политики для Беларуси и гуманитарных технологий. См. подробнее: http://methodology.by Архивная копия от 15 мая 2015 на Wayback Machine.
4. ↑  Летучий университет — программа создания современного университета в Беларуси, запущенная Агентством гуманитарных технологий в 2009 году. См. подробнее: http://fly-uni.org Архивная копия от 21 июля 2015 на Wayback Machine.
5. ↑  Белорусская национальная платформа ФГО ВП — публичная коммуникационная и координационная платформа для европейски ориентированных организаций гражданского общества Беларуси. Начало формированию Национальной платформы (с апреля 2009 года) было положено серией конференций, общественных слушаний и круглых столов по вопросам европейско-белорусского сотрудничества и участия гражданского общества Беларуси в инициативе ЕС «Восточное партнёрство» и Форуме гражданского общества Восточного партнёрства (ФГО ВП). В июле 2010 года участники очередной конференции приняли решение об учреждении Национальной платформы ФГО ВП. См. подробнее: http://npbelarus.info Архивная копия от 11 января 2016 на Wayback Machine.